# Steele, Alabama
Steele là một thị trấn thuộc quận St. Clair, tiểu bang Alabama, Hoa Kỳ. Dân số năm 2009 là 1246 người, mật độ đạt 72 người/km².